# ジュゼッペ・カロ
ジュゼッペ・"ピッポ"・カロ（Giuseppe 'Pippo' Calò, 1931年9月30日 - ）は、シチリア・マフィアの一員。彼はマフィアの財政面、主に不正資金洗浄に深く関わったことから、「マフィアの財務長官」と呼ばれた。通称「ピッポ・カロ(Pippo Calò)」。

## ポルタ・ヌォヴァ・ファミリーのボス
パレルモで生まれ育った。23歳の時、父の仇を討つ為の殺人を犯したあと、ポルタ・ヌォヴァ・ファミリーに加わった。1969年には、彼は組織のボスとなり、彼の部下の中には将来政府への情報提供者(pentito)となるトンマーゾ・ブシェッタが含まれていた。
また、カロは、話し合いを解決し、互いの関係を円滑にする為にシチリアの有力なボス達と知り合い、シチリアのマフィア・コミッションの一員となった。1970年代初めにカロは、ローマに転居し、そこで骨董品のディーラーのマリオ・アリアローロという偽の肩書きを使用し、不動産投資や多くのマフィア・ファミリーが儲けた巨額の金を洗浄していた。また、地元の犯罪組織バンダ・デッラ・マリアーナやネオ・ファシスト・グループそしてイタリアの情報部部員らと共通の利害関係のある者達と緊密なつながりを確立した。
1980年代初期の第2次マフィア戦争において彼はサルヴァトーレ・リイナらコルレオーネ派(Corleonesi)を支持した。元々はステファノ・ボンターテと親しかったが、リイナが力をつけたためそちら側についたという。
1980年代に64件の殺人事件、麻薬密輸罪、その他136件の犯罪で起訴される。
当時カロはマフィアとカモッラの連絡係的存在でもあった。右翼のテロ組織にも加担していたという。
彼は1984年12月23日、フィレンツェとボローニャ間を走る急行列車904号の爆破を手配し、その結果、16人の死者と約200人の負傷者をだした。この策略は、ブシェッタを含む情報提供者のマフィアに関する様々な暴露から注意を逸らす為であった。
カロと彼の手下達は強硬手段を取るため、ネオ・ファシストのテロリストに加わった。

## 1985年の逮捕
数年間の逃亡生活の後、1985年3月30日、カロはマフィアのヘロイン密輸業者の1人であるアントニオ・ロトロと共に、リエーティ県ポッジョ・サン・ロレンツォにある別荘で逮捕された。
翌年に始まったマフィア大裁判においてカロは何百人ものマフィア構成員らと共に被告席に座ることになった。この裁判において彼はマフィアの一員として、そしてマネーロンダリングとナポリ鉄道爆破の容疑者として告発されることとなった。カロは裁判において、元部下であり、生涯の友でもあったトンマーゾ・ブシェッタに対し一対一の尋問を要求し、そして彼らはお互いを激しく中傷・侮辱し合い、2人は相手を信用しないように聴衆らに呼びかけていた。
1987年、裁判の結果カロは有罪判決を受け、2つの終身刑を宣告された。1989年、有罪となったカロと何人かのボス達が医療刑務所内の収監区域において、刑務所外部から彼らの仲間によって食料が持ち込まれ、刑務所内で外と変わらない贅沢な生活を送っていることが発見され、反マフィア検察官及び調査官が憤激する事態が発覚した。カロは喘息を患っていると思われていたが、実際にはその徴候は無かった。その後、彼らは反マフィア裁判官の手により、刑務所の独房に戻されることになった。
また彼のポルタ・ヌォヴァ・ファミリーの地区頭領(capo mandamento)の座はサルヴァトーレ・カンチェミにとって変わられた。

## ロベルト・カルヴィ殺害事件
1991年7月、マフィアから当局への情報提供者となったフランチェスコ・マリーノ・マンノイアは、アンブロシアーノ銀行(バチカン銀行が主要な株主だった)の頭取だったロベルト・カルヴィ(通称　神の銀行家)が1982年に殺害された原因は、銀行倒産によりマフィアの資金も失われ、その報復で殺害されたと主張した。
マンノイアによると、カルヴィを殺害したのは当時ロンドンにいたマフィア構成員フランチェスコ・ディ・カルロであり、殺害命令を下したのはカロとイタリアのフリーメイソンであるプロパガンダ・ドゥエ(P2)の会長であるリーチオ・ジェッリであった。
1996年、ディ・カルロが当局への情報提供者となった時、彼はカルヴィ殺害について関与を否定したが、カルヴィ殺害の為にカロが自分と接触してきたことは認めた。さらに、ディ・カルロはカロからの依頼を果たすことは出来ず、のちにカロに電話をした時に、カロが「あの件は既に全部片付いた。」と述べていたと語った。
1997年、ローマのイタリア検察官達は、エルネスト・ディオタッレーヴィ(ローマのマフィア組織バンダ・デッラ・マリアーナのボスの1人)やディ・カルロらと関係の深いサルデーニャのビジネスマンであるフラビオ・カルボニとカロがカルヴィ殺害に関与している可能性が高いという結論を出した。
2003年7月、検察当局はマフィアが自身の利益の為だけにカルヴィの殺害を行ったわけでは無いと結論づけた。だが、カルヴィを脅迫していたとされる政府関係者そしてフリーメーソン(P2)の代表者、バチカン銀行(IOR)とカルヴィ殺害事件との関係、いくつかのマフィア・ファミリーとイタリアの公社からカルヴィが多額の資金を預かって投資を行っていたことについての確信的な事は得られなかった。2005年10月、カルヴィ殺害事件についての裁判が始まった。
2007年3月、検察官ルカ・テスカローリは、既に有罪の身となっていたカロとフラヴィオ・カルボニそしてエルネスト・ディオタレッヴィとカルヴィのボディガードだったシルヴァノ・ヴィットールらに対し終身刑を求刑した。彼らは全員カルヴィ殺害に関与したことを否定した。
テスカローリは、カルヴィ殺害は犯罪組織特にコーサ・ノストラとして知られるマフィアから預かった多額の金を損失したことに対するマフィアからの処罰であると語り、結論づけた。
2007年6月6日、カロら被告達はカルヴィ殺人事件について無罪となった。20ヶ月に及んだ証言の後、裁判長は「証拠不十分」という意外な評決を下し、告訴を退けた。
カロは厳重に警備された刑務所から証言し、告訴内容を否定した。カロは「私はカルヴィを殺害することに関心は持たなかった。」「私にはそんな時間もそう思うことも無かった」、「仮に、私が彼の死を望んでいたならば、彼の殺害は自分の部下達に任せるだろうと思わないか？」と述べ、カルヴィの死は彼が沈黙を守ることを望んだ連中だと自己防御の為の論陣を張った。

## 分裂
2001年9月、パオロ・ボルセリーノ判事殺害事件(ヴィア・ダメリオの虐殺)の裁判中に、カロはコーサ・ノストラからの離脱を宣言した。この臨時声明において、彼は沈黙の掟またはオメルタと呼ばれるマフィアの掟を破り、コーサ・ノストラの存在と自分がコミッションの一員だったことを認めた。だが、彼は当局への情報提供者にはならず、仲間のマフィア達に不利な証言をすることも拒否した。カロは自分は自分自身の責任と向き合う準備が出来ているが、他の者達の名前は出せないと述べた。また、「私はマフィアである。だが、私はパオロ・ボルセリーノ殺害についての非難を浴びたくは無い」とも述べた。